# Șumî, Krîjopil
Șumî (în ucraineană Шуми) este un sat în comuna Verbka din raionul Krîjopil, regiunea Vinnița, Ucraina.

## Demografie
Componența lingvistică a localității Șumî
     Ucraineană (98,59%)
     Română (1,41%)
Conform recensământului din 2001, majoritatea populației localității Șumî era vorbitoare de ucraineană (98,59%), existând în minoritate și vorbitori de română (1,41%).